# تتريس (لعبة نينتندو)
تتريس (بالإنجليزية: Tetris)‏ هي لعبة فيديو ألغاز لنظام نينتندو إنترتينمنت سيستم تم إصدارها في عام 1989. وهي أول إصدار رسمي للنظام من تتريس تم تطويره ونشره بواسطة نينتندو. تم إصداره بعد إصدارين سابقين من إن إي إس من تتريس، إصدار رسمي للكمبيوتر العائلي صدرت بواسطة بوليت-بروف سوفتوير في اليابان (ديسمبر 1988) وإصدار أتاري غير رسمي تم إصداره بواسطة تينغن في أمريكا الشمالية (مايو 1989).

## التطوير
بحلول عام 198، طالبت حوالي ست شركات بحقوق إنشاء وتوزيع لعبة تتريس لأجهزة الكمبيوتر المنزلية والأنظمة المحمولة. أكد المكتب السوفيتي ELORG، الذي كان يمتلك حقوق النشر النهائية، أن أيا من الشركات لم يكن مخولا قانونيا لإنتاج نسخة أركيد، ووقع هذه الحقوق على أتاري غيمز، ووقع على نظام غير يابانية وحقوق محمولة على نينتندو. تم عرض تتريس في معرض الإلكترونيات الاستهلاكية في يناير 1988 في لاس فيغاس، حيث التقطه ناشر الألعاب الأمريكي الهولندي المولد هينك روجرز، ومقره آنذاك في اليابان. أدى هذا في النهاية إلى اتفاق تم التوصل إليه بوساطة مع نينتندو والذي شهد ضم تتريس مع كل غيم بوي. تم تطوير نيخة نينتندو المنزلي بواسطة غانبي يوكوي.

### الموسيقى
كتب الموسيقى التصويرية المؤلف هيروكازو تاناكا، الذي سجل أيضًا نسخة غيم بوي. تتميز الموسيقى التصويرية بترتيبات "The Dance of the Sugar Plum Fairy" من باليه بيتر إليتش تشايكوفسكي ذا ناتكراكر ومن أوبرا جورج بيزيه كارمن. الترتيب السابق يحل محل ترتيب "Korobeiniki"، الموجود في نسخة غيم بوي، والذي أصبح مرتبطًا بقوة بتتريس.

## كلاسيك تتريس ورلد تشامبيونز
يتم عرض نيخة إن إي إس من تتريس في بطولة «كلاسيك تتريس ورلد تشامبيون» السنوية. يتنافس اللاعبون مع هذا الإصدار من تتريس في مسابقة 1 ضد 1 لتسجيل أكبر عدد من النقاط.

## التقييم
في الأشهر الستة الأولى من إصدارها بحلول عام 1990، بلغت مبيعات اللعبة من نينتندو 1.5 مليون نسخة بلغ مجموعها 52 مليون دولار (أي ما يعادل 109 مليون دولار في عام 2020)، متجاوزًا نسخ سبكتروم هولوبايت لأجهزة الكمبيوتر الشخصية بـ 150.000 نسخة مقابل 6 ملايين دولار (أي ما يعادل 13.1 مليون دولار في عام 2020) في العامين الماضيين منذ عام 1988. اعتبارًا من عام 2004، بلغت مبيعات إصدار إن إي إس 8 ملايين نسخة حول العالم.